# بازنشین علیا
بازنشین علیا، روستایی از توابع بخش رحیم‌آباد شهرستان رودسر در استان گیلان ایران است.
این روستا از شمال به شهر رحیم آباد ،از جنوب به جنگلهای سرسبز ، از شرق به روستای لاتک و از غرب به روستای بندبن و جاده اشکور منتهی می شودو در ارتفاع ۸۶ متری از سطح دریا قرار دارد .
دهیاری بازنشین عیا در 22 بهمن 1397 افتتاح شد

دهیاری بازنشین عیلیا

محسن داوری ( برنامه نویس php و nodejs ) هم از سال ۱۳۹۷ به این روستا مهاجرت کرده است

## جمعیت
این روستا در دهستان رحیم آباد قرار دارد و براساس سرشماری مرکز آمار ایران در سال ۱۳۸۵، جمعیت آن ۲۳۴ نفر (۶۴خانوار) بوده‌است.